# Silvia Balletti

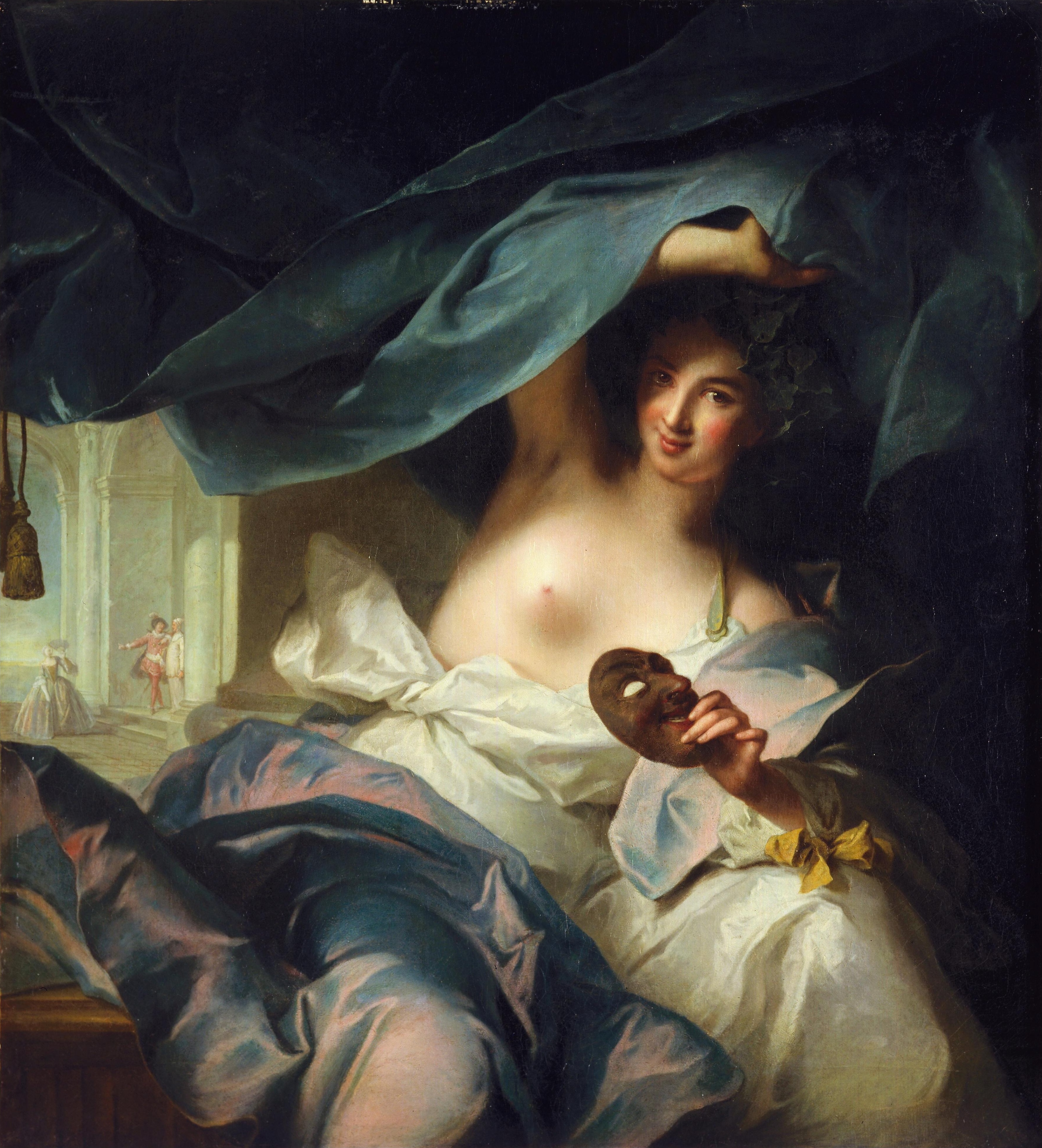
Thalia, skådespelets musa. Modellen förmodas vara Silvia Balletti.

Zanetta Rosa Benozzi Balletti, född i Toulouse 27 juni 1701, död 16 september 1758, känd under sitt artistnamn Silvia Balletti, var en italiensk skådespelare verksam i Frankrike. Hon var aktiv vid Luigi Riccobonis Troupe de Regente vid Comédie-Italienne i Paris från 1716. Hon var den italienska teaterns stjärna i Paris och betraktades som en oöverträffad uttolkare av Pierre de Marivaux dramer.  
Benozzi var dotter till Giuseppe Tortoriti (Pascariello) Benozzi Antonio och Clara Mascara, som tillhörde ett venetianskt teatersällskap som uppträdde i Toulouse sedan den Comedie Italienne hade förbjudits i Paris 1697. Hon gifte sig 1720 med sin kusin och kollega, Giuseppe Benozzi. 
Silvia Ballettis tidiga karriär är okänd, men hon engagerades som den första grupp aktörer vid den nyetablerade Comedie Italienne i Paris 1716, och framträdde inför regenten vid teaterns invigning. Hon blev teaterns stjärna under hela sin karriär, först i hjältinneroller, därefter i mer moderliga roller, och beskrevs 1754 fortfarande som en berömd perfekt aktör. Hon var främst känd för sitt samarbete med Pierre de Marivaux, som från 1720 skrev dramer för henne där hon agerade i huvudrollerna. Hon spelade främst rollen som hjältinna och blev känd under namnet Silvia, som var denna rolls standardnamn. Casanova tillhörde hennes beundrare och beskrev henne 1751 som den enda aktris som ägde samtliga egenskaper som behövdes för en god skådespelare. 
Bland hennes mest kända roller fanns huvudrollerna i Le Jeu de l’amour et du hasard (1730), L’amante difficile (1731), Le Je ne sais quoi (1731), L’École des mères (1732) och Arlequin apprenti philosophe (1733). Fram till 1739 spelade hon främst mot Tommaso Visentini, och de var kända för sitt samspel. 
Silvia Balletti är motiv för en tavla av Antoine Watteau.